# Krzemiany grupowe

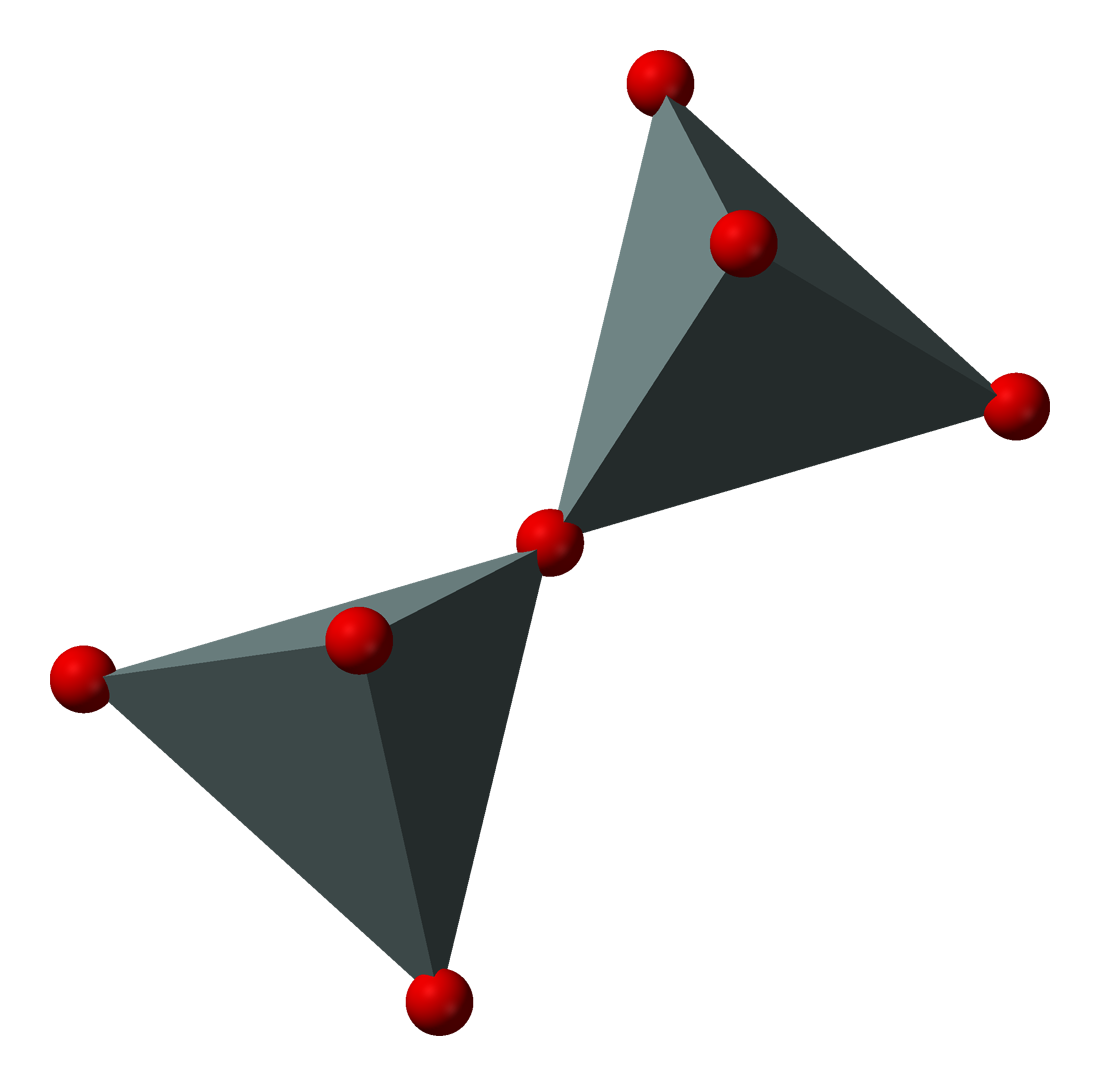
Model trójwymiarowy anionu dikrzemianowego

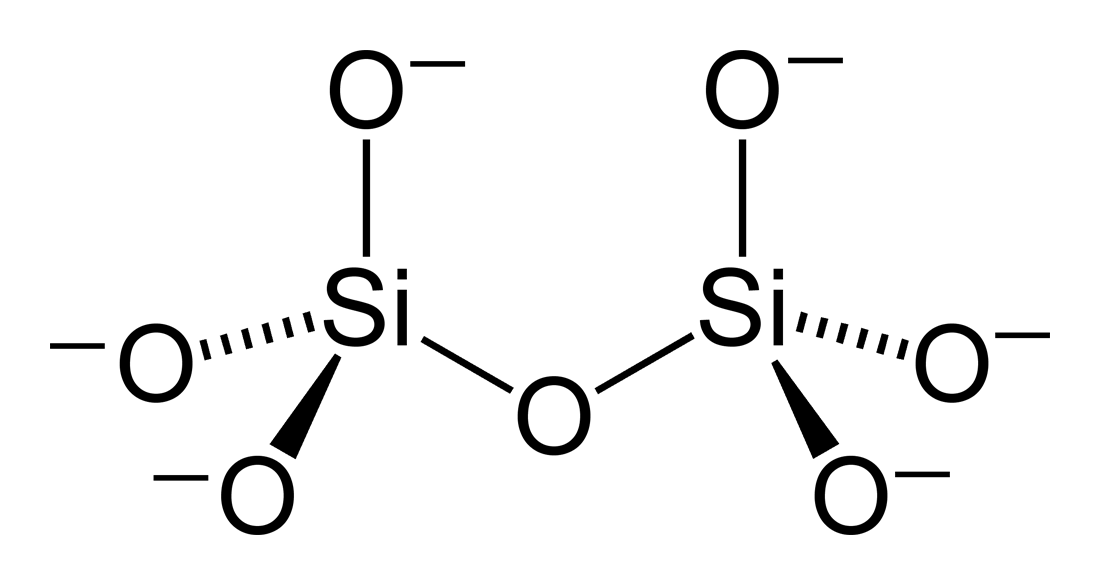
Wzór strukturalny anionu dikrzemianowego Si_{2}O_{7}^{6−}

Krzemiany grupowe – rodzaj krzemianów zawierający aniony dikrzemianowe Si2O76−. Głównym motywem strukturalnym krzemianów jest czworościan z jednym atomem krzemu w centrum i czterema atomami tlenu na wierzchołkach. Czworościany mogą występować pojedynczo lub łączą się ze sobą, mając wspólny jeden lub więcej atomów tlenu. W krzemianach grupowych dwa czworościany SiO4 łączą się ze sobą wierzchołkiem, mając wspólny jeden atom tlenu. Tworzy się grupa Si2O76−. Sześć ładunków ujemnych neutralizuje się przez połączenie jonowe różnych kationów metali.
Przykłady minerałów z grupy krzemianów grupowych: epidot, wezuwian, hemimorfit (kalamin), zoisyt, klinozoisyt.